# Lixus brevipes brevipes
Lixus brevipes brevipes é uma subespécie de insetos coleópteros polífagos pertencente à família Curculionidae.
A autoridade científica da subespécie é C. Brisout, tendo sido descrita no ano de 1866.
Trata-se de uma subespécie presente no território português.